# Bertil Dahllöf

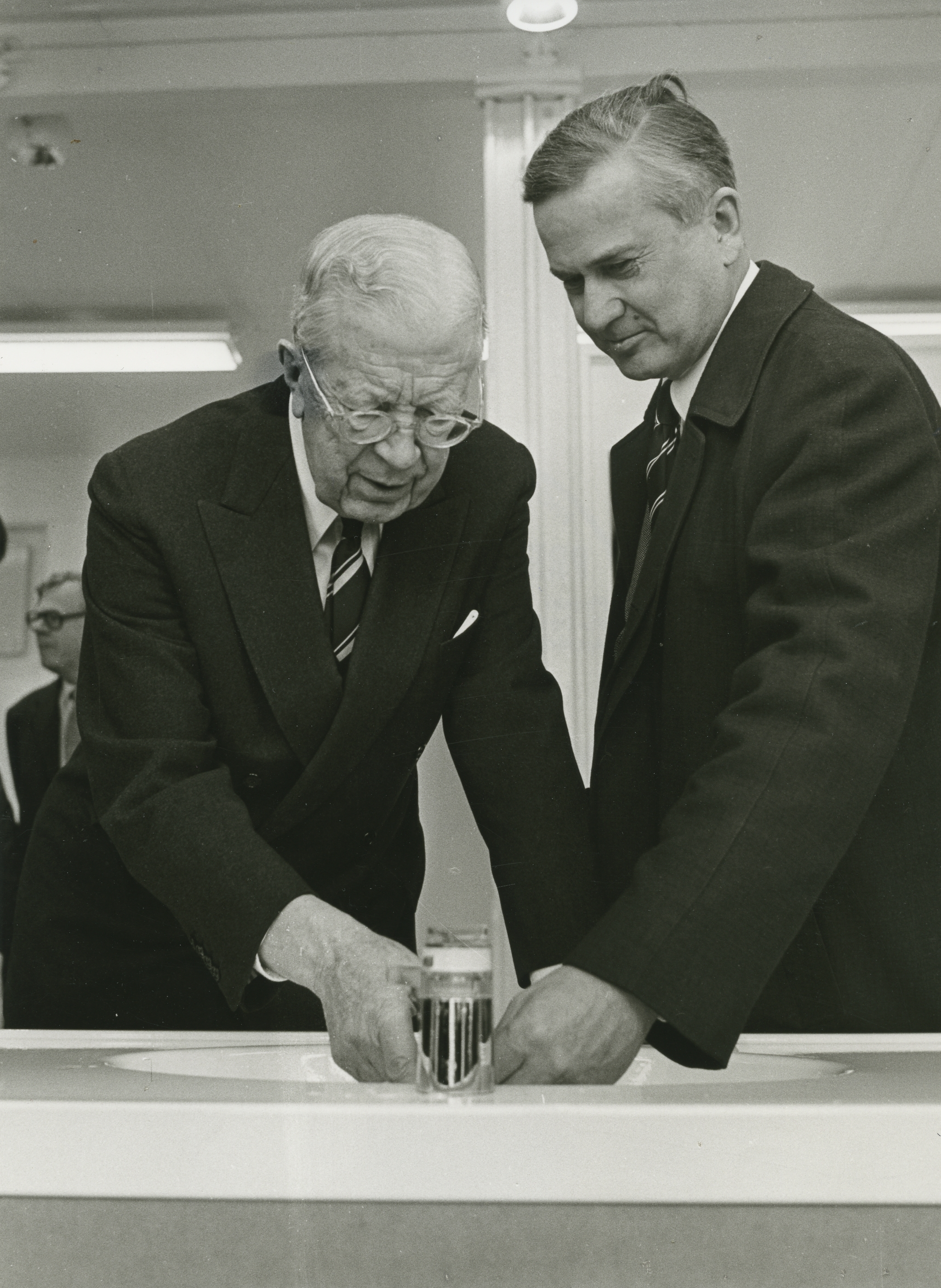
Bertil Dahllöf förevisar ett handfat för Gustaf VI Adolf vid ett besök på Gustavsbergs porslinsfabrik.

Bertil Dahllöf, född 25 september 1920 i Göteborgs Kristine församling, död  16 juli 2007 i Gustavsbergs församling, Värmdö kommun, var en svensk civilingenjör, som var verksam vid Gustavsbergs porslinsfabrik. Dahllöf utvecklade flera framgångsrika produkter och var teknisk chef för företaget från 1966.
Bertil Dahllöf arbetade under Gustavsbergs teknisk direktör Artur Teglund från 1947. En milstolpe är den löstagbara toalettsitsen i propenplast. Den underlättar rengöringen av toaletten och Bertil Dahllöf belönades med Plastpriset 1961. Gustavsberg utvecklade också en tyst toalettstol (modell 315 T) och en som drog betydligt mindre vatten vid spolning. Dahllöf uppfann den tysta flottörventilen. Dahllöf hade ett hemmalaboratorium och skapade ett laboratorium för ljudmätning i sanitetsporslinsfabriken. Han efterträdde Artur Teglund som teknisk chef 1966. Dahllöf är begravd på Gustavsbergs kyrkogård.